# Rafidy

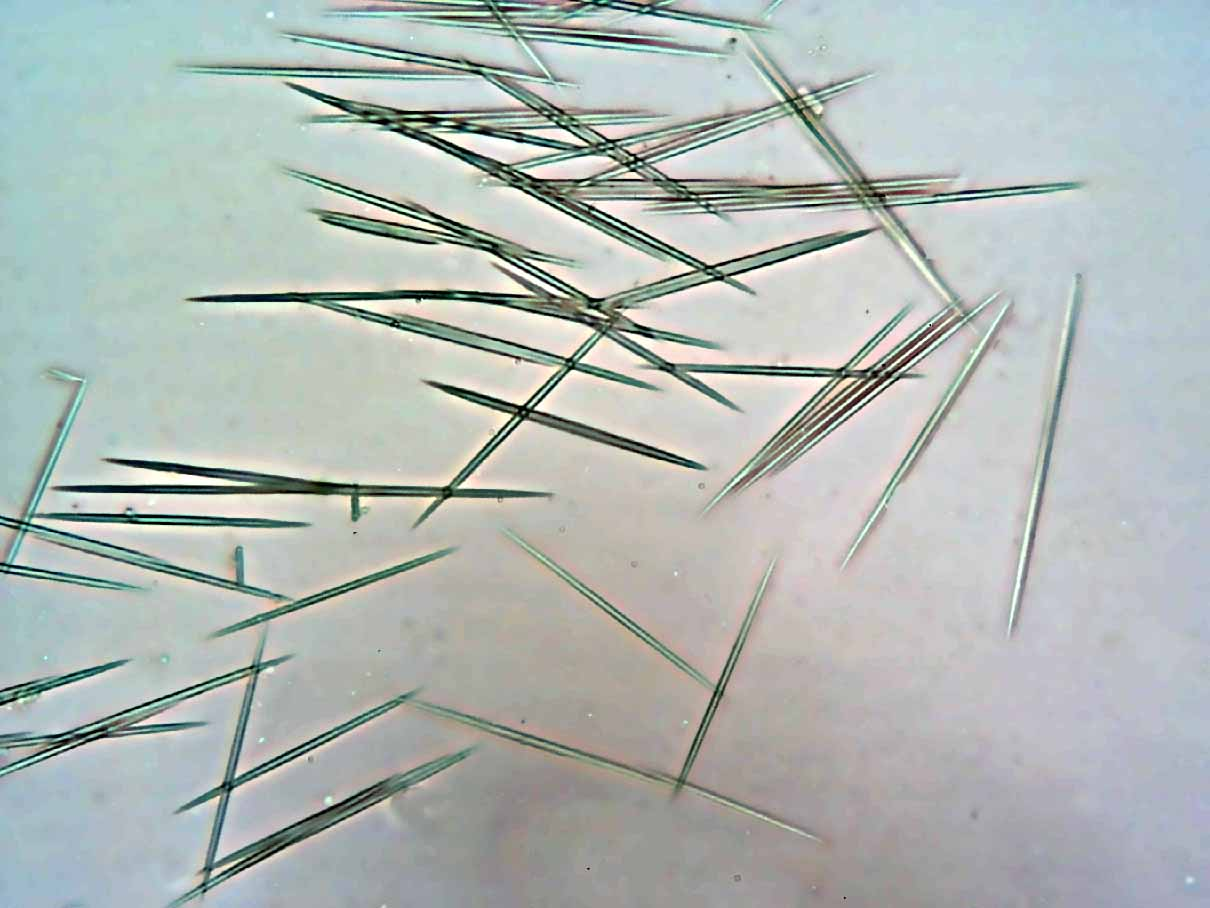
Rafidy pod mikroskopem

Rafidy – kryształy szczawianu wapnia obecne w wakuolach komórek roślinnych, w kształcie igieł złożonych w pęczki. Kryształy mają około 50 μm długości oraz około 850–250 nm szerokości w przekroju. Kryształy o kształcie igieł występują powszechnie w komórkach roślin wyższych.
Jedną z potencjalnych funkcji rafidów jest ułatwienie wnikania toksyn do organizmów roślinożerców. Wykazano obecność rafidów w komórkach wytwarzających toksyny. Kształt kryształów ułatwia uszkodzenie skóry i wniknięcie toksyny. Inną możliwą funkcją rafidów jest regulowanie poziomu wapnia w cytoplazmie komórek roślinnych.

## Wpływ na zdrowie człowieka
Obficie występujące w roślinach Agave tequilana kryształy szczawianu wapnia mogą być przyczyną podrażnień skóry u osób pracujących przy uprawie i przetwórstwie tej rośliny. Także inne rośliny zawierające rafidy mogą być szkodliwe dla zdrowia człowieka i powodować pieczenie oraz bolesne obrzęki jamy ustnej po spożyciu.